# Лопасня (город)
Лопа́сня (другие варианты названия Лопасна, Лопастна) — исчезнувший древнерусский город XII—XIV веков, располагавшийся на территории современного Ясногорского района Тульской области. Находился на правом берегу Оки при впадении в неё Лопасни, напротив устья последней.

## История

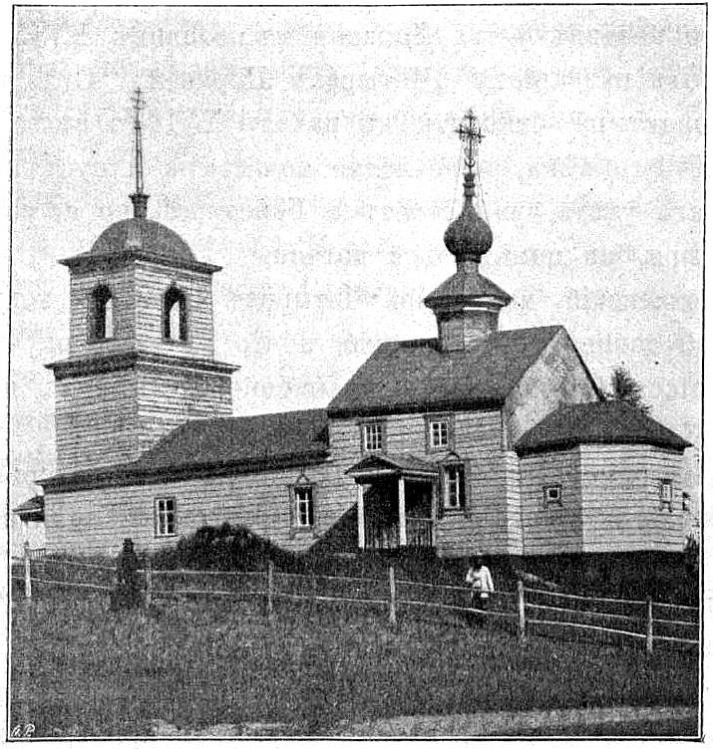
Городищи. Церковь Параскевы Пятницы. 1898—1899.

Первое упоминание города в Ипатьевской летописи, известной по спискам XV и XVI веков, относится к 1175 году в связи с распрями, случившимися после убийства Андрея Боголюбского:
И потом посла Святослав жены их Михалковую и Всеволожюю, пристави к ним сына своего Олега проводите е до Москве; Олег же проводив и възвратися во свою волость в Лопасну
Лопасня указана как владение Олега Святославича, сына черниговского князя Святослава Всеволодовича. Город стоял на границе суздальских и черниговских земель. 15 июня 1175 года Юрьевичи въехали во Владимир, после чего черниговский княжич Олег Святославич проводил из Чернигова до Москвы жён Михаила и Всеволода и из Лопасны напал на находившийся под рязанской властью черниговский удел Сверилеск.
Также Лопасня, пережившая монгольское нашествие, упоминается в 1339 году (по другим датировкам, в 1327, 1328 или 1336 году) в духовной грамоте великого князя владимирского и московского Ивана Калиты как часть удела младшего сына Андрея, которому отец завещал:
Лопастну, Северьску, Нарунижьское, Серпохов, Нивну, Темну, Галичичи, Щитов, Перемышль, Ростовец, Тухачев. А се села: село Талежьское, село Серпоховское, село Колбасиньское, село Нарьское, село Труфановское, село Ясиновское, село Коломниньское, село Нагатинское
В 1371 году Лопасня стала предметом территориального спора между Москвой и Рязанью, спровоцировавшего войну и битву при Скорнищеве. По договору 1382 года между великим князем московским Дмитрием Донским и великим князем рязанским Олегом Ивановичем город перешёл к Рязанскому княжеству. В том же году в ходе нашествия хана Тохтамыша на Москву Лопасня была разрушена.
Позже на месте Лопасни появился погост Городище, в XVI веке здесь стояли четыре церкви, посвященные Воскресению Христову, Его славному Преображению, святому Николаю Чудотворцу и мученице Параскеве Пятнице. В рукописном синодике 1653 года, уже упоминается монастырь святого Николая Чудотворца «зовомый Четырех Церквей» (закрыт приблизительно в период правления Петра I). С тех пор местность известна как «Четырская Гора»

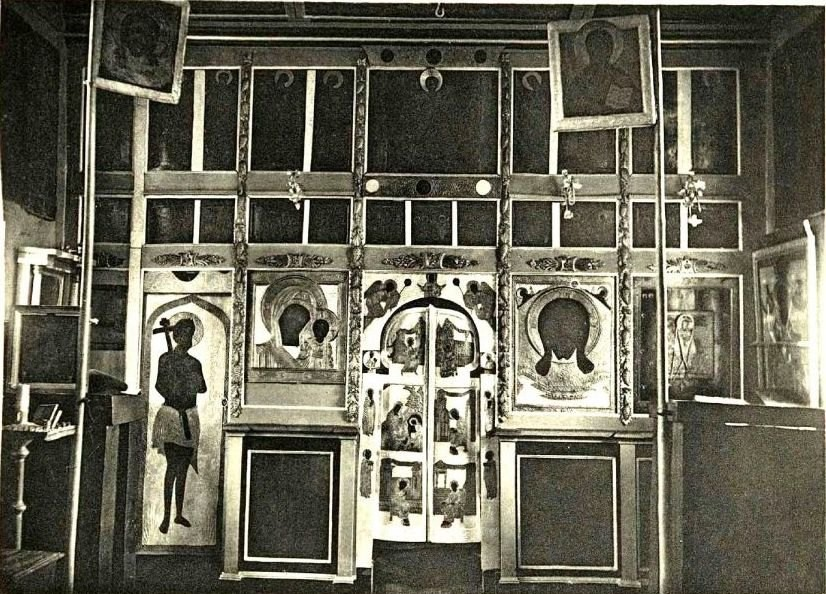
Городищи. Церковь Параскевы Пятницы. Иконостас, Царские врата, 1912.

## Археологический памятник
Археологический памятник, как правило сопоставляемый с Лопасней, — городище XII—XIII веков, расположенное в 1 км к западу от деревни Макаровка. Городище имеет форму овальной площадки размером 55 на 45 метров с валом по периметру. На южной стороне находятся второй вал и два рва. Культурный слой около 0,5 — 0,7 метра (включает комплекс памятников: городище «Стрелица», первая половина 1-го тысячелетия нашей эры, XII—XIII века нашей эры; городище «Четырская гора», XIV—XVI века нашей эры).